# 佩萨诺和博尔纳戈
佩萨诺和博尔纳戈（義大利語：Pessano con Bornago），是意大利米兰广域市的一个市镇。总面积6.2平方公里，人口9128人，人口密度1472.3人/平方公里（2009年）。国家统计（ISTAT）代码为015172。